# Stade Boris-Paichadze
 (mars 2025).
Si vous disposez d'ouvrages ou d'articles de référence ou si vous connaissez des sites web de qualité traitant du thème abordé ici, merci de compléter l'article en donnant les références utiles à sa vérifiabilité et en les liant à la section « Notes et références ».
Le stade Boris-Paichadze (en géorgien : ბორის პაიჭაძის სახელობის ეროვნული სტადიონი) est un stade de football et de rugby situé à Tbilissi en Géorgie, également connu sous le nom stade Dinamo. Il est nommé d'après le footballeur géorgien de renommée internationale Boris Paichadze.
Le stade accueille principalement les matchs du Dinamo Tbilissi mais également ceux de l'Équipe de Géorgie de football ainsi que ceux de l'Équipe de Géorgie de rugby à XV.

## Événements
- Supercoupe de l'UEFA 2015